# 空弁

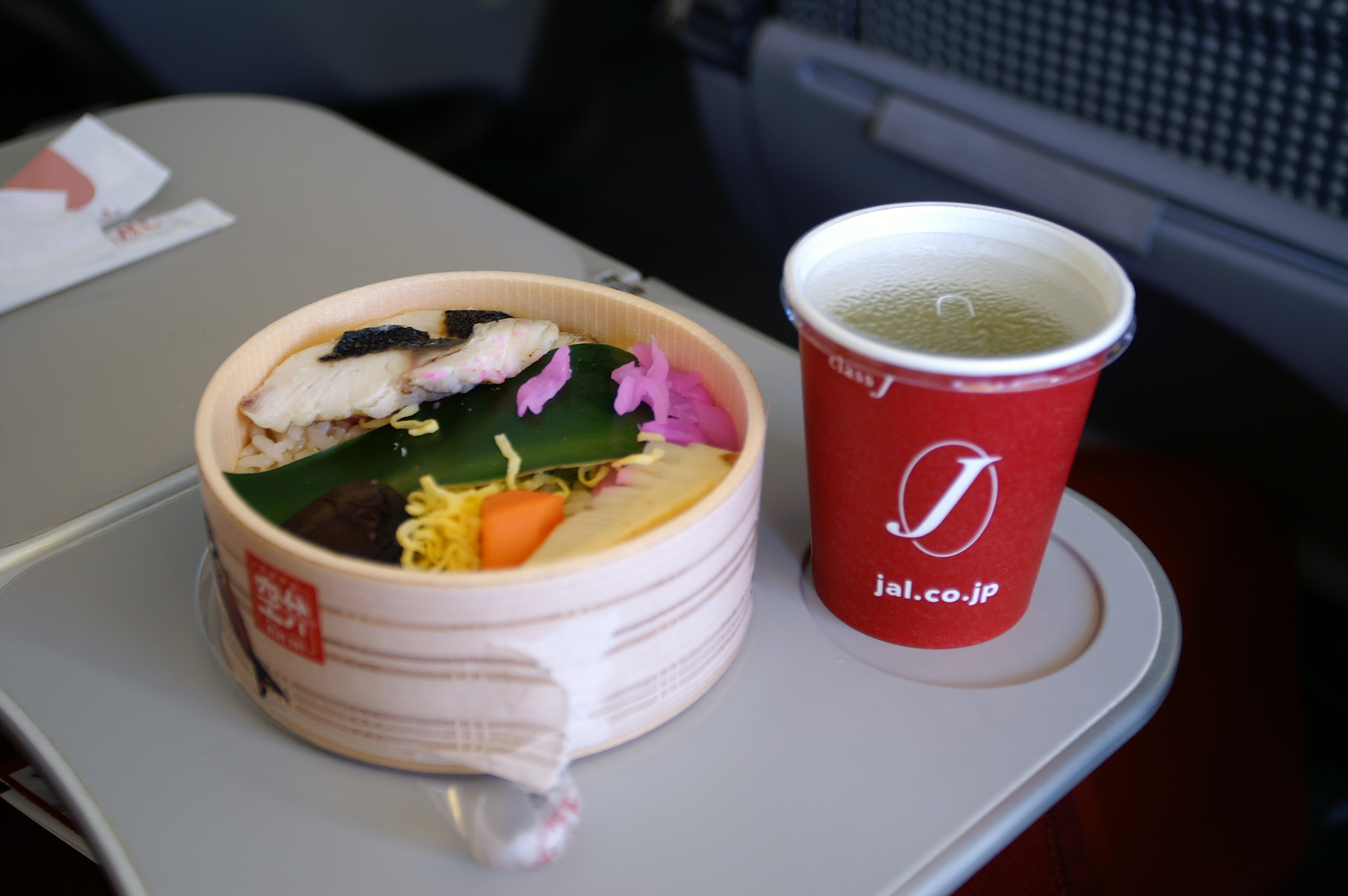
空弁の例
日本航空クラスJ（2007年2月）

空弁（そらべん）とは、日本の空港内で売られている弁当を指す呼称。2000年代になって急速に定着した用語である。

## 概要
2003年（平成15年）頃から、空港内で空港周辺地域の名産品などを食材として採用し、各空港ごとの独自色を強く打ち出した弁当が販売されるようになり始めた。
背景としては、運賃競争の激化に伴って経費削減のために、国内線の機内食が廃止されたことや、航空券のインターネット予約の普及（電子航空券化）などで、空港内で滞在する時間が短くなったために、弁当を購入して航空機内で食べる人が増えたためといわれている。最近になって人気商品化しデパート・スーパーマーケットなどの駅弁セールで、駅弁と伴に販売されることが増えてきている。
「空港の弁当」であるため、鉄道駅の「駅弁」をもじって、「空弁」と呼ばれるようになった。登場当初は「くうべん」と呼ばれたこともあったが、「くう」が「食う」に通じることから、現在は「そらべん」という読み方に落ち着いている。フジテレビ系列の朝番組『情報プレゼンター とくダネ!』は2004年（平成16年）1月13日に「空弁」を扱い「2004年12月2日に「『空弁』と名付けたのはこの番組だ」と報道したが、実際には2003年（平成15年）以前
から、既に「空弁」という言葉は使われていた。
製造・販売元は航空会社の系列会社など、空弁専門業者が多いが、一部の地方空港では、地元の駅弁業者が調製した元から、駅弁として著名な弁当が空弁として発売されていることもあり、こうした場合、空弁は駅弁との区別が曖昧となる。主な例としては、秋田空港の鶏めし（大館駅・花善）や神戸空港の肉めし（新神戸駅・淡路屋）などがある。ただし空弁と呼ばれるものは、駅弁と比較した場合、以下のような特徴がある。

## 特徴
JR優等列車（新幹線・在来線特急）車内に比べ、気密性が高くシートピッチの狭い機内へ持ち込んで、1時間程度の飛行中に食べられるように、次のような配慮がされている。
- 小型である[1]。駅弁が概ねA4サイズ以下なのに対し、B5サイズ以下となっている[1]。これは備え付けのテーブルが、新幹線ではA3サイズ以下であるのに対し、航空機ではA4サイズ以下となっているためである[1]。
- 比較的低価格である
- 駅弁に比べて、臭いが強くない食材で調製される、又は臭いの強くない料理が詰められる（必ずしも全く出ないわけではないが、比較的弱い）
- 味付けが控え目で、脂っこいおかずが少ない[1]。列車ではアルコール類と一緒に食べることも多いのに対し、航空機では機内の揺れなどから、そのような機会が少ないためとされている[1]。

空弁は、ロビーや持ち帰りで食べる場合もあるが、航空機内で食べられる場合もある。機内での食事は、列車の旅と異なり、洗面所はトイレ内で、トイレもJR・私鉄の列車と比べて狭いため、洗面所の利用が比較的不便である。そのため空弁は、食べるときに「手を汚さずに食べられる」ということも、重要な要素である（ただし手拭用紙（紙おしぼり）は付属している）。
なお機内では、客室乗務員が空弁を食べる乗客に茶を供することがある。また生石灰の持ち込みが航空法で規制されているため、加熱式の空弁は存在しない。

## 有名な空弁
- 石狩鮨（新千歳空港）

佐藤水産より1972年に発売開始。下記の焼き鯖寿司よりも以前から千歳空港の名物として人気が高く、駅弁大会に出品されることが多かった。一部ではこちらが「空弁の元祖」との意見も出ている。基本的な880円の石狩鮨は鮭とズワイガニの肉がたっぷり乗せられた押し寿司。他にもいくらが使われているものもありバリエーションは豊富である。
- みち子がお届けする若狭の浜焼き鯖寿司（閉店）（羽田空港）

2002年から発売されている空弁。名前の「みち子」とは焼き鯖をJALグループに売り込んだ人物の名前。空弁ブームの流れを作ったとされている人気の駅弁で2003年10月の月間売り上げが10,231個であった。その人気のため、伊丹空港や名古屋空港でも扱うようになった。
- 万かつサンド・ヒレかつサンド（羽田空港）

万かつサンドは肉の万世。ヒレかつサンドはまい泉が販売。空弁ブーム以前から手軽に食べられる食事として人気があった。万かつサンドは東京駅や交通博物館でも販売されていたため、駅弁の一種でもある。少量、低価格、すぐに食べられるということから、この他にも全国の空港でカツサンドは定番となっている。中部国際空港のみそかつサンドも有名である。